# Maria Antonieta Sem Bolinhos
Maria Antonieta Sem Bolinhos é o segundo LP do roqueiro brasileiro Serguei. Foi lançado como compacto simples pela gravadora Equipe em 1967.
Apesar de na capa o nome do roqueiro já aparecer grafado Serguei, no vinyl seu nome ainda aparece grafado Sergei.
Juntamente com "Eu Sou Psicodélico, a música Maria Antonieta Sem Bolinhos figura no LP coletivo "A Grande Jogada e a Margarida", da gravadora Continental.

## Faixas
Lado A - Maria Antonieta Sem Bolinhos

Lado B - Rock do Pai